# Heinz von Foerster
Heinz von Foerster (Viena, 13 de novembre de 1911 - Pescadero, Califòrnia, 2 d'octubre de 2002) va ser un filòsof i físic austríac, considerat un dels pares de la cibernètica. Va proposar una equació per predir el creixement de la població (que segons ell podia arribar a un índex infinit per al 2026). El seu pensament defensava un constructivisme radical, en què la realitat era pura ficció (fet esperonat per la seva pràctica de la màgia amateur) i l'objectiu de l'ésser humà era fer augmentar les possibilitats d'elecció de forma creixent.